# Йозефов
Йозефов (Иозефов, чеш. Josefov, нем. Josephstadt; до 1850 Judenstadt / Židovské Město — Еврейский город) — один из кварталов Праги, самая маленькая земельно-кадастровая единица Праги. Является частью Старой Праги и более крупного административного района Прага 1. До 1850 года представлял собой сердце еврейской общины Праги. Общая площадь квартала — 8,81 га, что составляет 6,8 % от площади Старой Праги.
Название квартала Йозефов (Josefov) происходит от имени императора Йозефа II, реформы которого улучшили условия жизни евреев в Праге. Еврейский квартал находится между правым берегом реки Влтавы и Староместской площадью. На его территории находятся остатки прежнего еврейского гетто Праги, с множеством легенд о мистическом Големе.

## История
Йозефов появился в Праге в 1850 году, когда в ходе административного преобразования до этого бесправное, часто страдающее от еврейских погромов Пражское гетто официально стало одним из административных кварталов столицы Богемии. Название «Йозефов» квартал получил потому, что именно австрийский император Иосиф II издал указы об уравнивании евреев в правах с христианским населением.
На рубеже 19-го и 20-го столетий, особенно между 1893 и 1913 годами значительная часть квартала была уничтожена во время расчистки и перепланировки бывших еврейских трущоб с целью прокладки в Праге магистралей и величественных зданий в стиле османизированного Парижа. Большая часть архитектурных памятников при этом сохранилась: Староновая синагога, Пинкасова синагога, Майзелова синагога, Клаусовая синагога, Высокая синагога, Испанская синагога, Еврейская ратуша, Старое еврейское кладбище Праги. Большинство других зданий возведено в начале XX века.
Из-за сноса старых зданий доля евреев в квартале постоянно сокращалась, притом, что новые занимали преимущественно чехи. К началу XX века в Йозефове оставались либо самые бедные еврейские семьи, либо ультраортодоксальные евреи, хранители древних традиций квартала. Нацисты сначала планировали уничтожить все архитектурные памятники еврейской культуры квартала, но затем решили оставить их как напоминание будущим поколениям немцев об «исчезнувшей низшей расе».

## Галерея

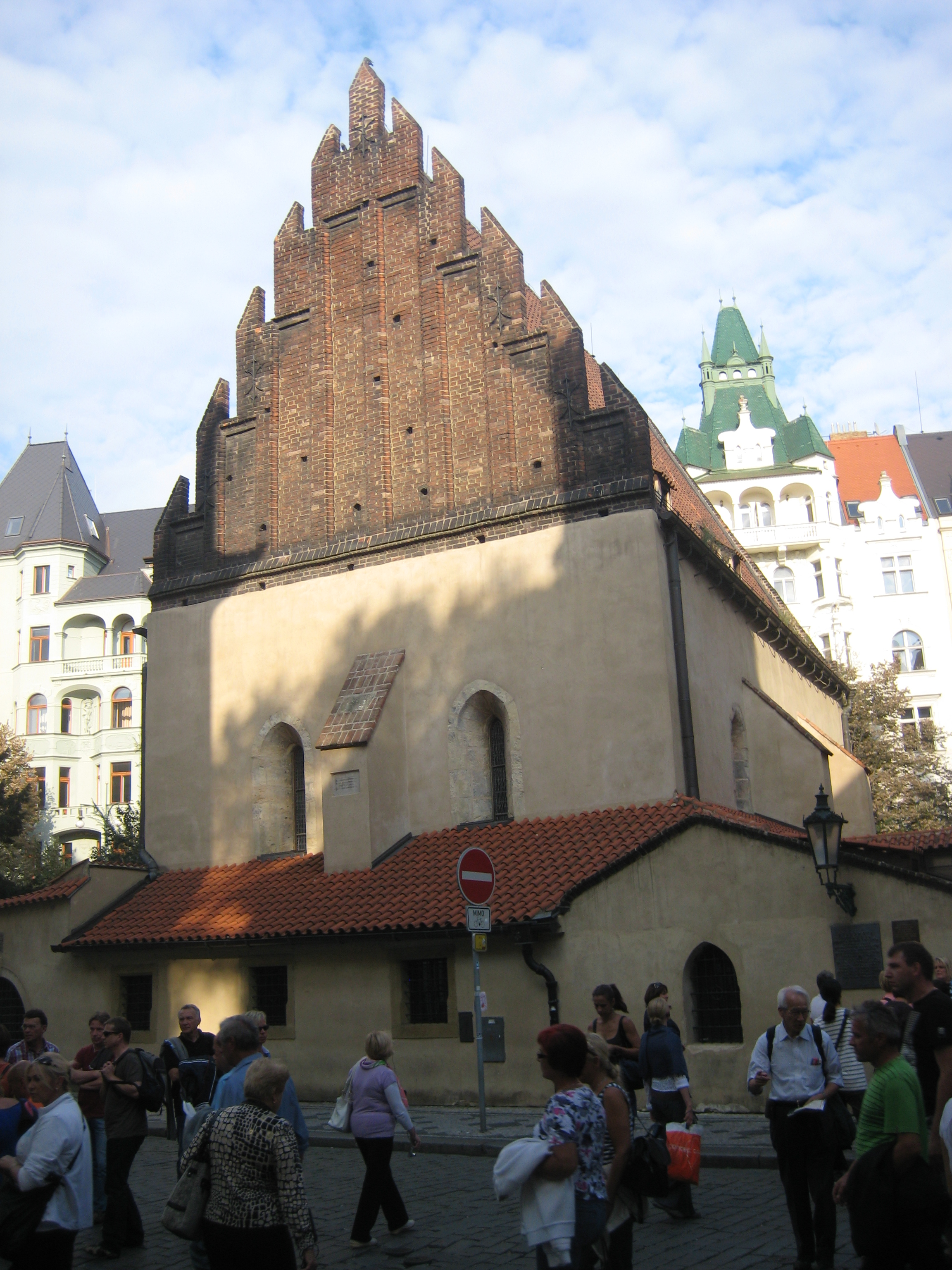
Староновая синагога
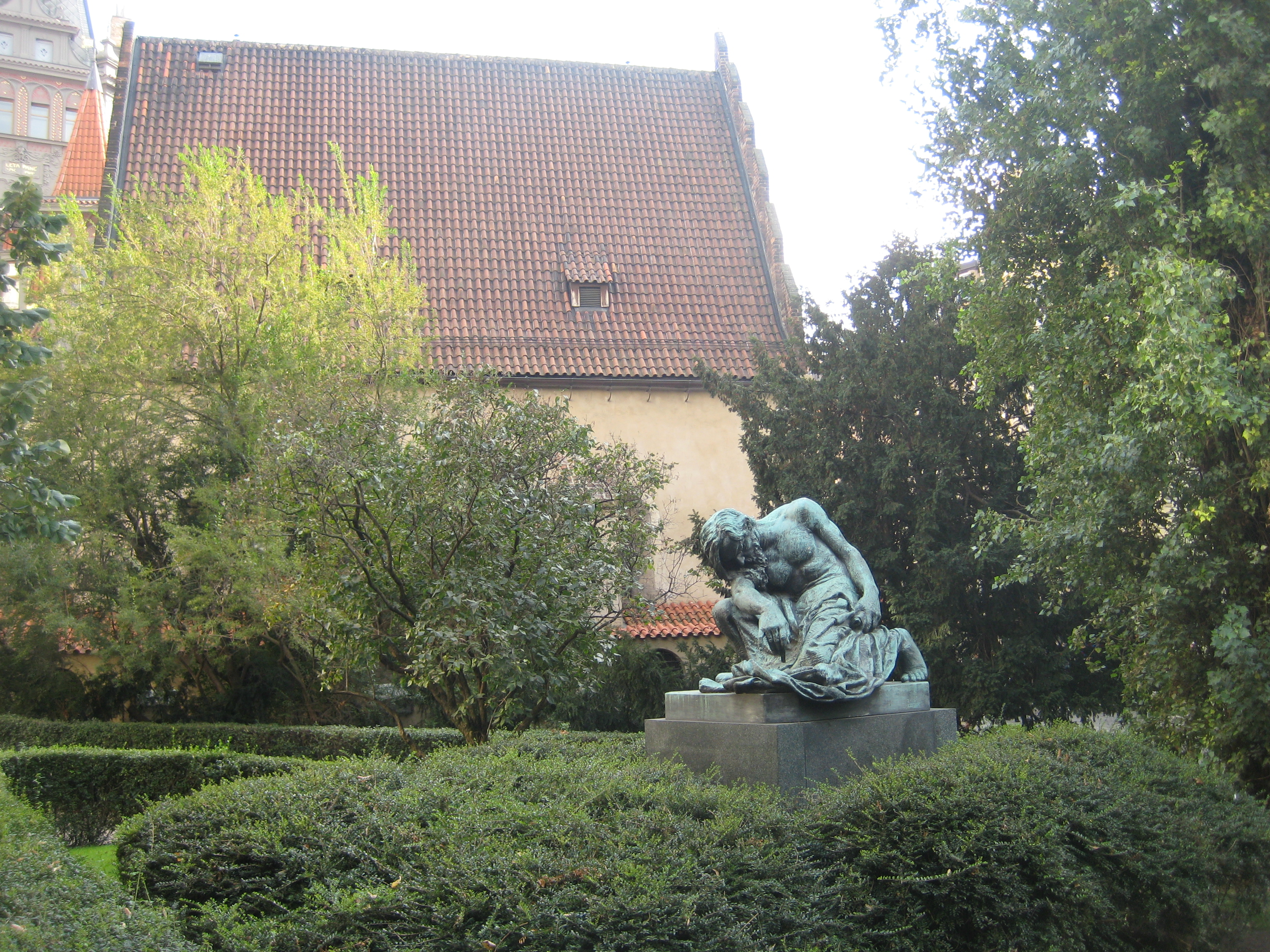
Статуя Моисея в сквере у Староновой синагоги
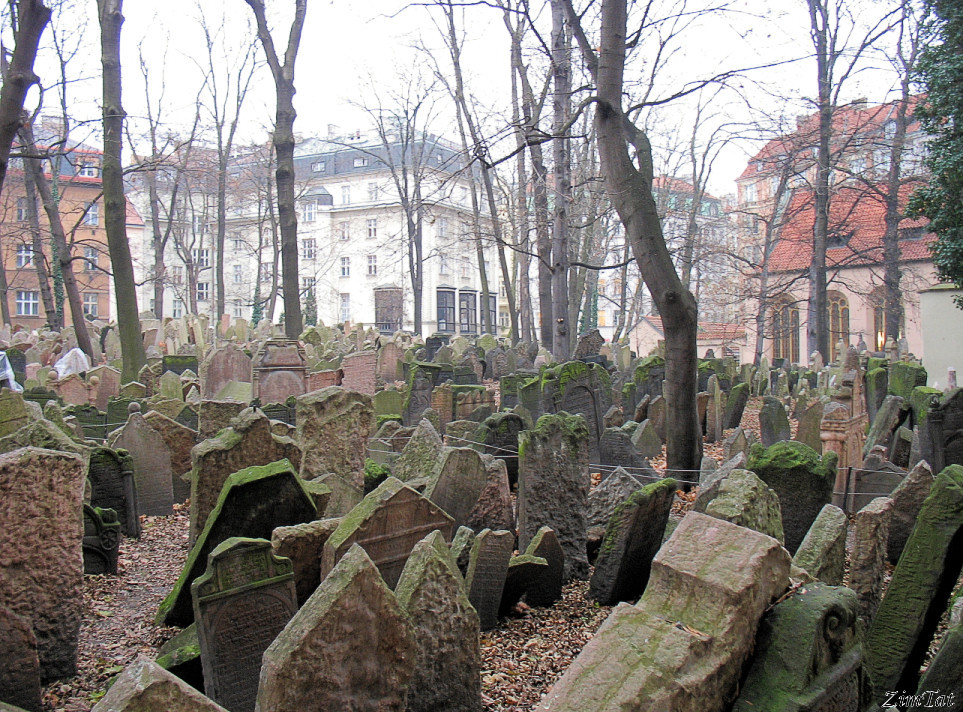
Старое еврейское кладбище